# Ивана Башић
Ивана Башић (Београд, 1986) српска је уметница у области вајарства, која живи и ради у Њујорку.

## Биографија
Специјализовала се за израду скулптура од различитих материјала, укључујући восак, стакло, нерђајући челик, алабастер и уљну боју, као и нематеријалне елементе. Тема њених радова је рањивост и трансформација људског облика и његове материје.
Никола Бурио је уврстио њена дела у емисије које је водио, као и у галерију Андреа Росен и изложбе Криси Ајлс Dreamlands: Immersive Cinema and Art, 1905—2016. Њени радови се налазе у сталној колекцији музеја америчке уметности Витни.

## Каријера

### Самосталне емисије
- Ivana Bašić 'Throat wanders down the blade..', галерија Annka Kultys, Лондон (2016)[15]

### Групне емисије
- Primary Detectives, Marlborough Contemporary, Лондон (2019)[14]
- Unquestionable Optimism at the Barn, галерија Johannes Vogt, East Hampton (2017)[14]
- Group Show '] [' (organised with Damian Griffiths), галерија Annka Kultys, Лондон (2017)[14]
- Group Show 'Zero Zero'  (кустос Моли Сода, Арвида Бистрем, Ада Рајковић), галерија Annka Kultys, Лондон (2016)[14]
- In the Flesh, Part II: Potential Adaptations curated by Courtney Malick, Nina Johnson, Мајами (2016)[14]

### Сајам
- Michael Valinsky + Gabrielle Jensen at SPRING/BREAK Art Show, 2016, Мајкл Валински и Габријела Јенсен (2016)[14]